# Johnnie Jackson (culturiste)
Pour les articles homonymes, voir Johnnie Jackson.
Johnnie Jackson est un culturiste professionnel américain, né le 30 janvier 1971 à Hammonton, dans le New Jersey. Il fait partie des très gros poids lourds du culturisme.

## Mensurations (2016)
- Taille : 1,76 m
- Poids en compétition : 115 kg
- Biceps : 59,4 cm
- Poitrine : 145 cm
- Tour de Taille : 76 cm